# Albanobergen
Albanobergen (italienska Colli Albani eller Monti Albani) är ett bergsområde i Italien, cirka 20 kilometer sydost om Rom. På berget låg fornstäderna Alba Longa och Tusculum, samt något nedanför är staden Frascati belägen.
Albanobergen är en numera utslocknad vulkanisk berggrupp, betäckt av skogar och riklig växtlighet. Dess 954 meter höga huvudkägla, Monte Cavo, hette i forntiden Mons latialis och var det egentliga Mons albanus, ett heligt berg, där förbundsfesterna firades. En grå eller gröngrå bergart som förekommer i vissa delar av Albanoberget, kallad albanosten eller peperin, nyttjades allmänt under romartiden till byggnadssten. 
Vid Albanobergets sydvästra fot ligger Albanosjön (Albanersjön, latin Lacus albanus, italienska Lago di Albano), Italiens vackraste vulkansjö, 3,7 km. lång, 2 km. bred, 170 meter djup, med kristallklart vatten. Den saknar naturligt utlopp, men i stället finnes en 2,5 km. lång, genom klippan huggen tunnel, utförd år 396 f.Kr., under det romaren Marcus Furius Camillus belägrade den etruskiska staden Veji. 

## Källor

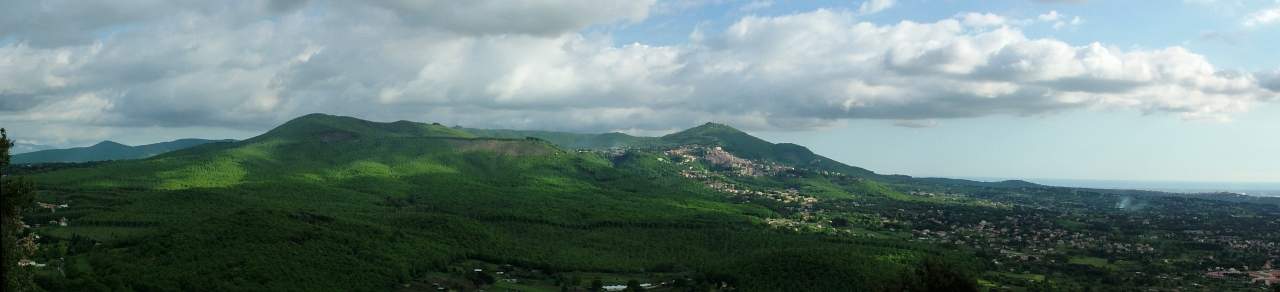
Albanobergen.